# Ypsolopha lutisplendida
Ypsolopha lutisplendida là một loài bướm đêm thuộc họ Ypsolophidae. Loài này có ở tây bắc Trung Quốc.
Chiều dài cánh trước là 9.6–10.7 mm.
Ấu trùng ăn Pinus tabulaeformis.